# عصب چهره‌ای
عصب چهره‌ای یا عصب فاشیال (به انگلیسی: Facial nerve) هفتمین زوج از میان اعصاب مغزی بوده که یک عصب محیطی مختلط(حسی-حرکتی)محسوب می‌شود. عصب چهره‌ای، یک ریشه حرکتی بزرگ و یک ریشه حسی کوچکتر (موسوم به ریشه بینابینی) دارد. این دو ریشه در بخش پتروس استخوان تمپورال به هم می پیوندند و عصب فاشیال را ایجاد می کنند..این عصب نسبت به اعصاب مغزی دیگر، بیشتر دچار آسیب می‌گردد.فلج بل به علت آسیب عصب هفتم ایجاد می‌شود.

## هسته‌های عصب چهره‌ای
محل و نام هسته‌های عصب هفتم مغزی عبارتنداز:
- هسته حرکتی عصب چهره ای[۲](هسته اصلی)که در پل مغزی قرار دارد.فیبرهای هسته حرکتی عصب هفتم مغزی به عضلات چهره‌ای می‌روند[۳].حالت طبیعی چهره به عملکرد صحیح عضلات چهره‌ای که از طریق عصب هفتم عصب دهی می‌شوند، وابسته‌است.
- هسته راه منزوی[۴] جهت حس چشایی که محل هسته در پیاز نخاع است.هسته راه منزوی(هسته منزوی)ازنظر حس چشایی با اعصاب چهره‌ای، زبانی حلقی(زوج نهم) و عصب واگ(زوج دهم)ارتباط دارد.حس چشایی قسمت دو سوم جلویی زبان و همچنین کام سخت و نرم مربوط به عصب چهره‌ای است.عصب زبانی حلقی، حس چشایی یک سوم پشتی زبان و مخاط حلق را برعهده دارد.عصب واگ، حس چشایی سطح اپیگلوت را ایجاد می‌کند.
- هسته‌های بزاقی فوقانی و اشکی[۵] در تشکیلات مشبک مغزی.هسته‌های بزاقی فوقانی و اشکی جزو هسته‌های پاراسمپاتیکی عصب هفتم مغزی هستند.فیبرهای هسته بزاقی(سالیواتوری)فوقانی و اشکی(لاکریمال)، پیش عقده‌ای بوده که به ترتیب در تولید بزاق و اشک نقش دارند.
- هسته نخاعی عصب پنجم[۶](عصب سه شاخه) در پیاز نخاع تا سگمان C2 نخاع.هسته نخاعی عصب پنج که جزو هسته حسی عصب سه شاخه است، از پیاز نخاع تا قطعه دوم نخاعی(C2) امتداد می‌یابد.این هسته درارتباط با عصب هفتم مغزی، حس ناحیه پوست گوش خارجی را ایجاد می‌کند.

## عملکرد حرکتی عصب چهره‌ای
عصب هفتم مغزی در داخل غده پاروتید به شش شاخه تقسیم می‌شود که عضلات چهره‌ای را عصب رسانی می‌کنند.شاخه‌های انتهایی عصب چهره‌ای شامل:
- گردنی(سرویکال)
- فکی تحتانی(ماندیبولار)
- دهانی(بوکال)
- گونه ای(زایگوماتیک)
- گیجگاهی(تمپورال)
- گوشی پشتی(اوریکولار خلفی)

فیبرهای هسته حرکتی عصب چهره‌ای به گروههای عضلانی ذیل می‌روند:
۱-عضلات دهان
۲-عضلات بینی
۳-عضلات گردن
۴-عضلات مسئول حرکت پلکها
۵-عضلات دیگر که شامل:
- عضله گیجگاهی-پیشانی که پوست سر را تکان می‌دهد.
- عضله گوش داخلی که به استخوان رکابی اتصال دارد.

## نگارخانه

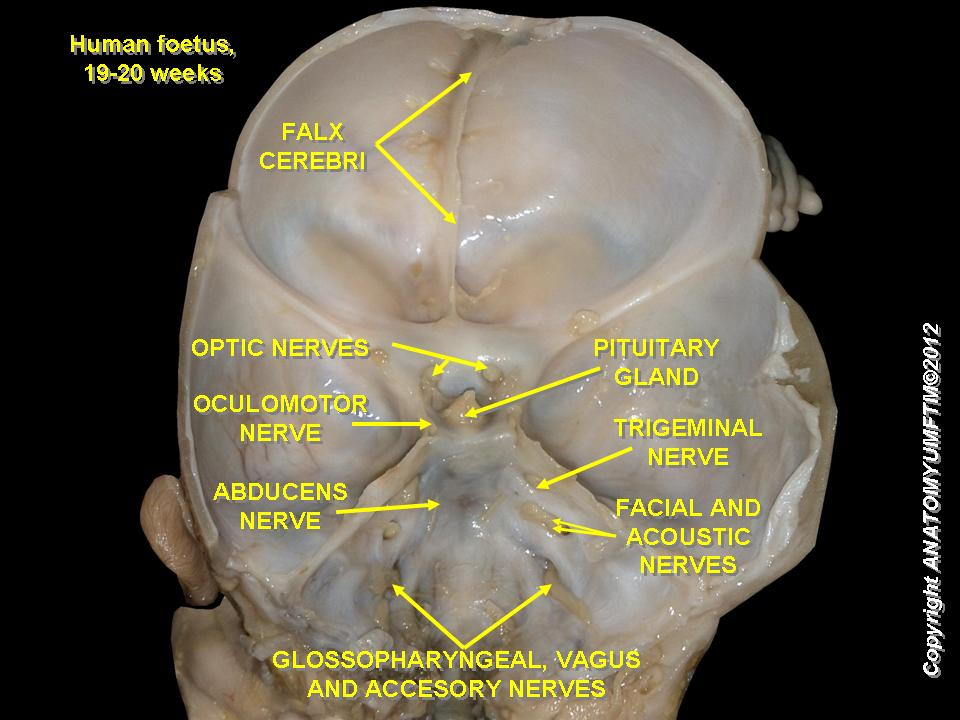
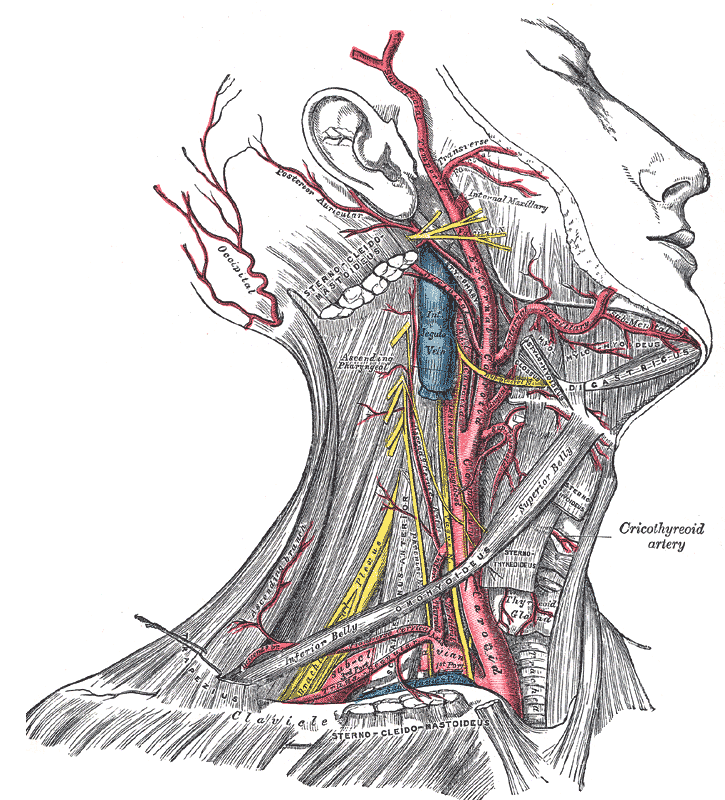
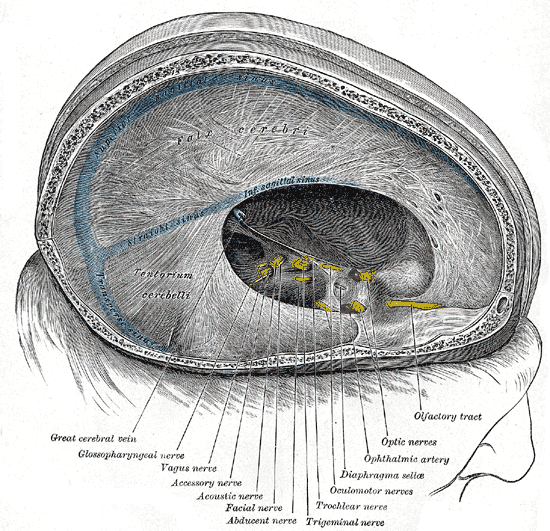
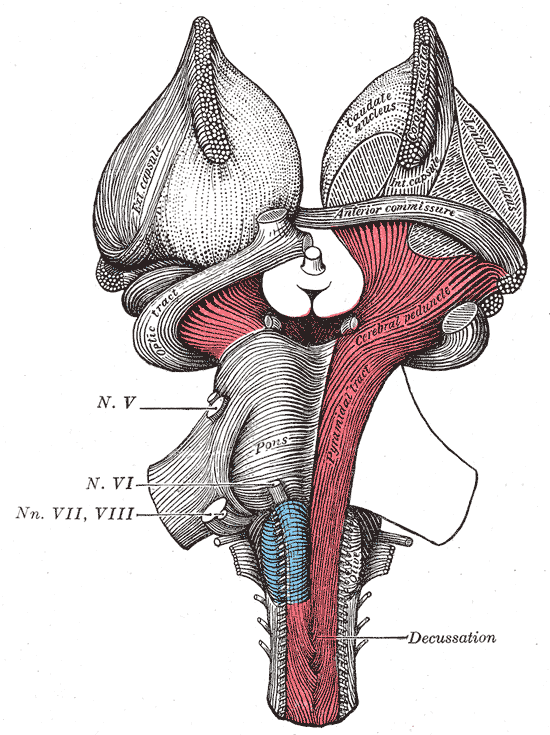
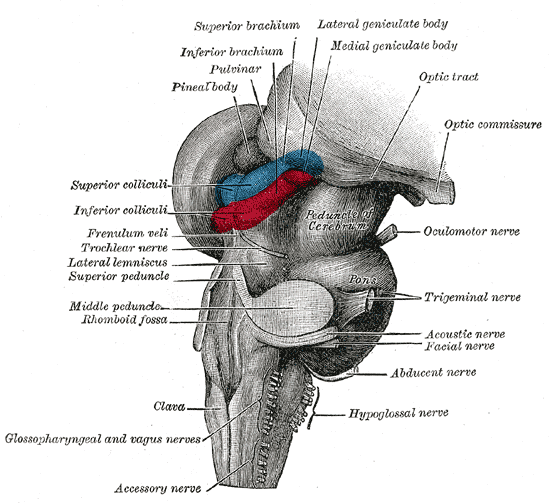
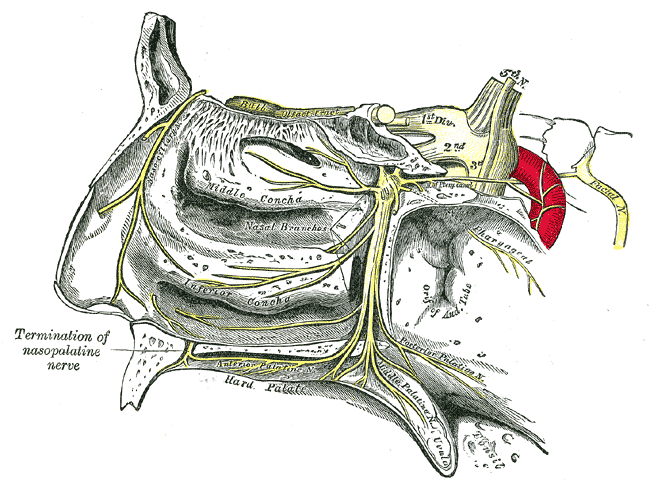
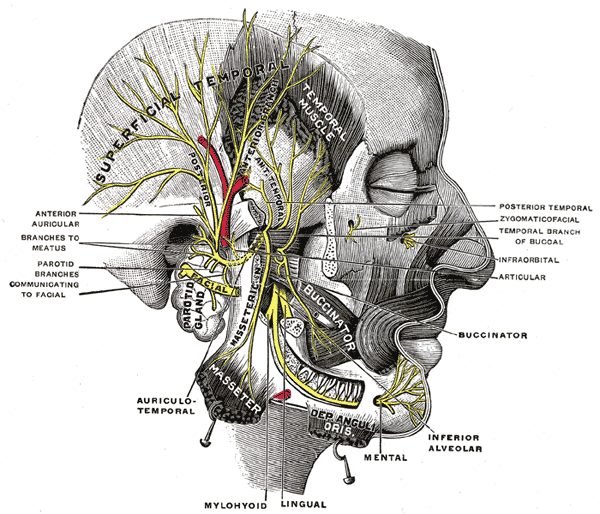
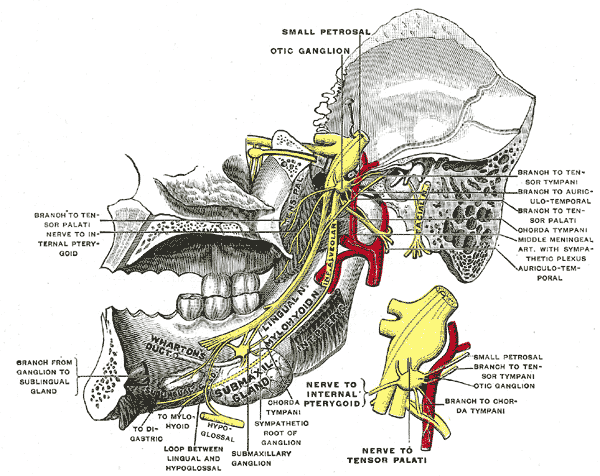
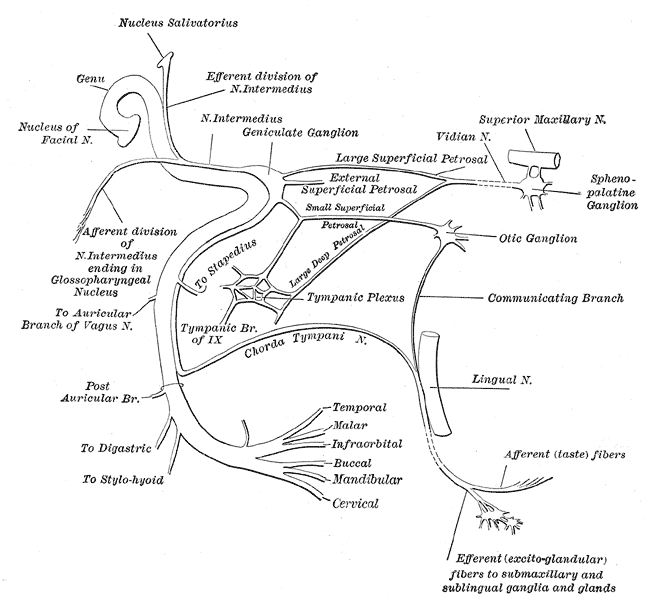
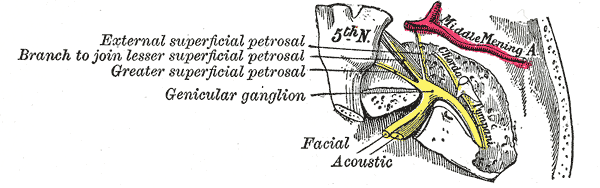
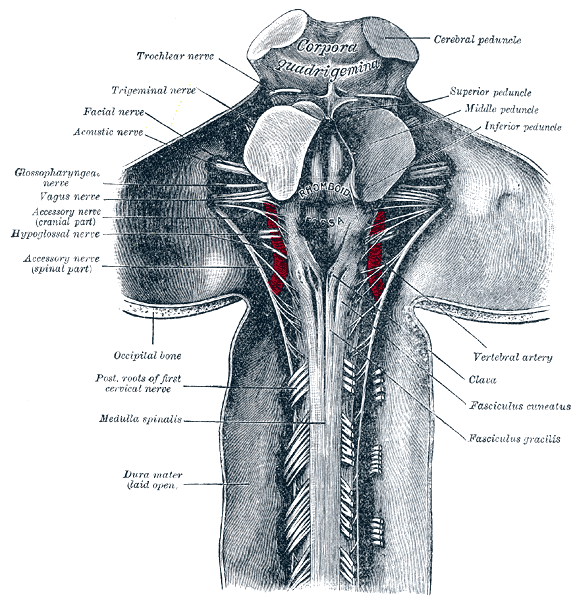
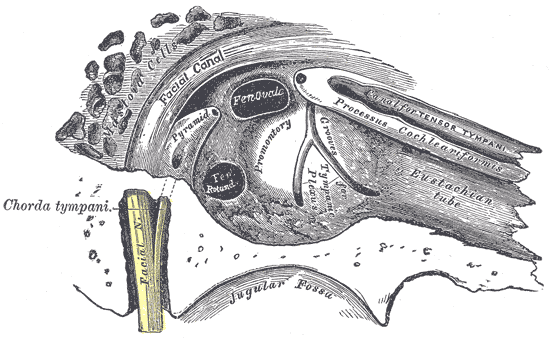
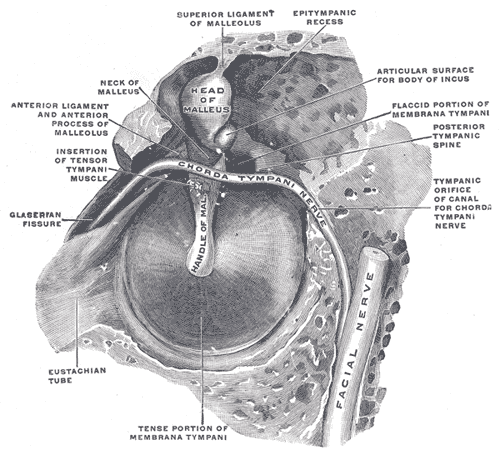
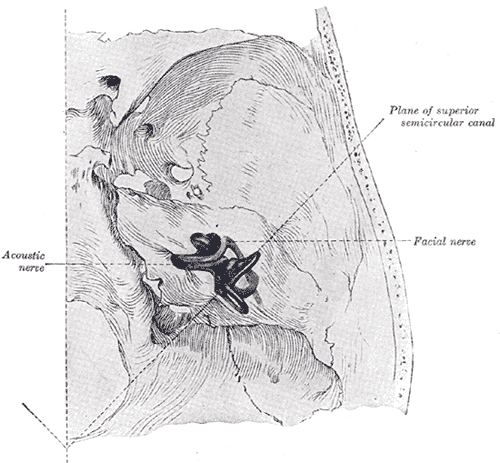
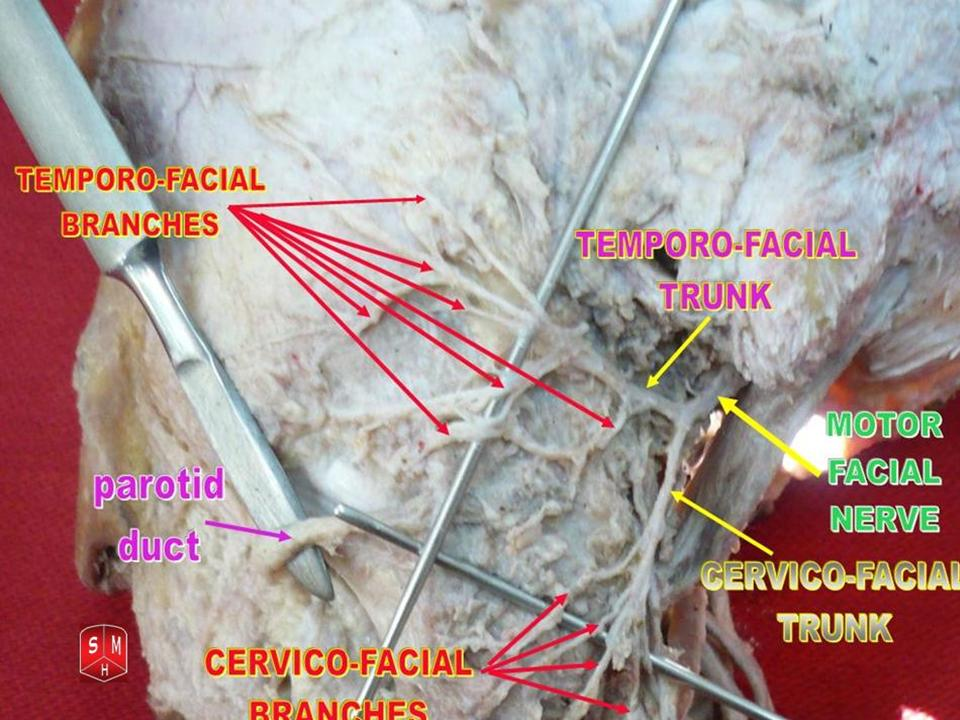
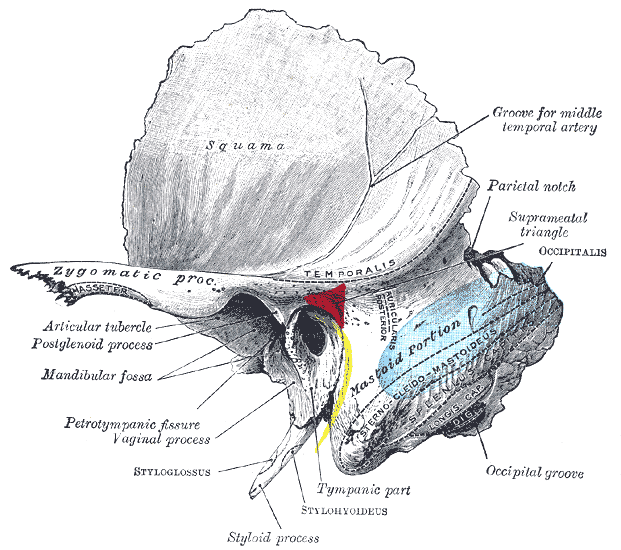
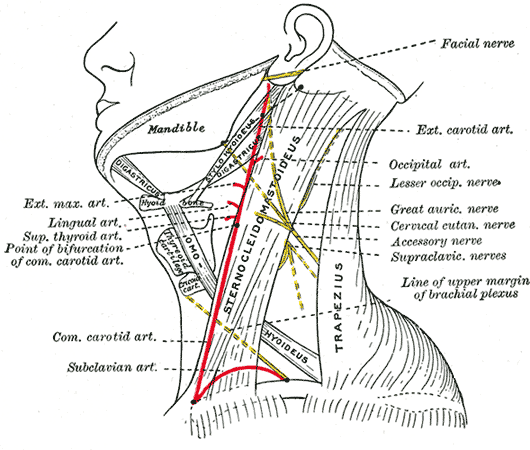
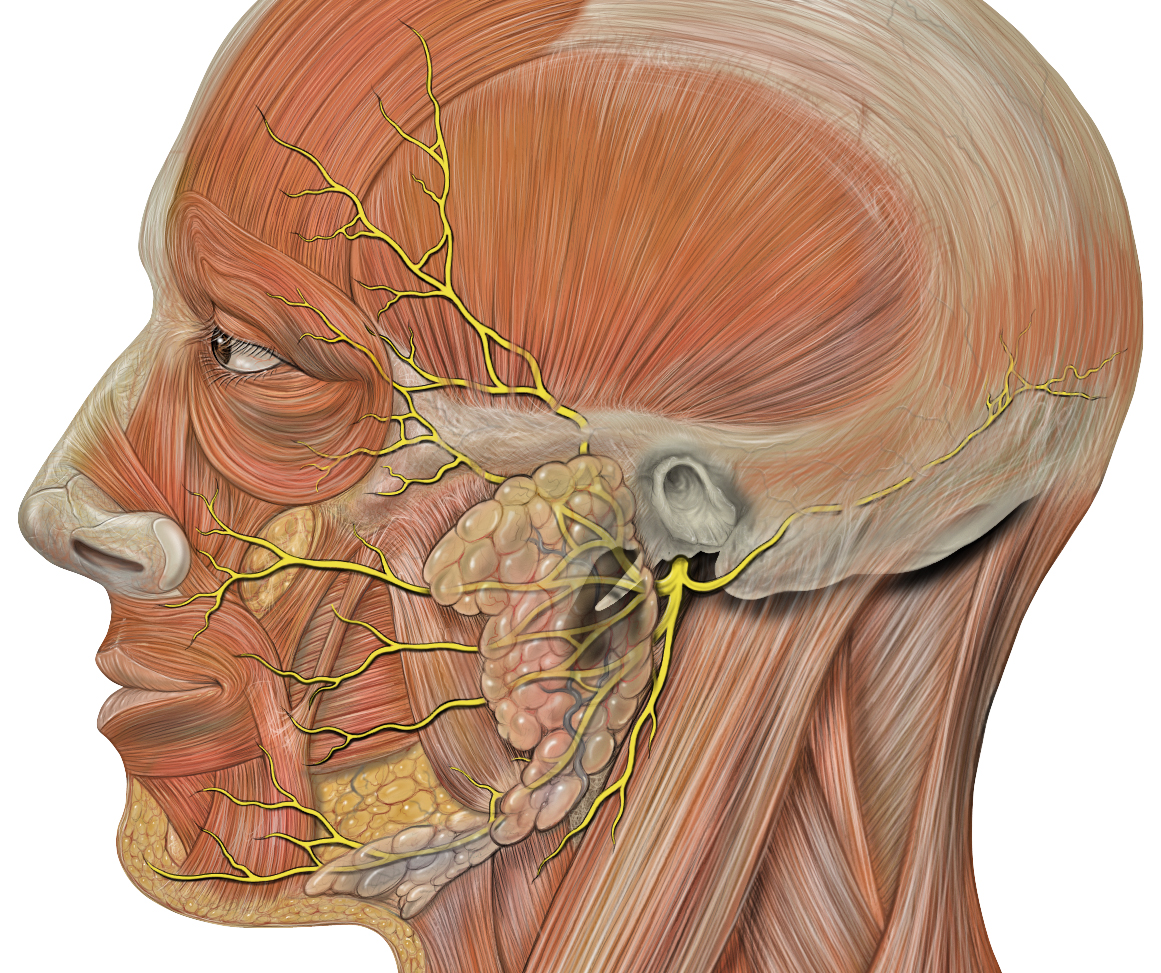
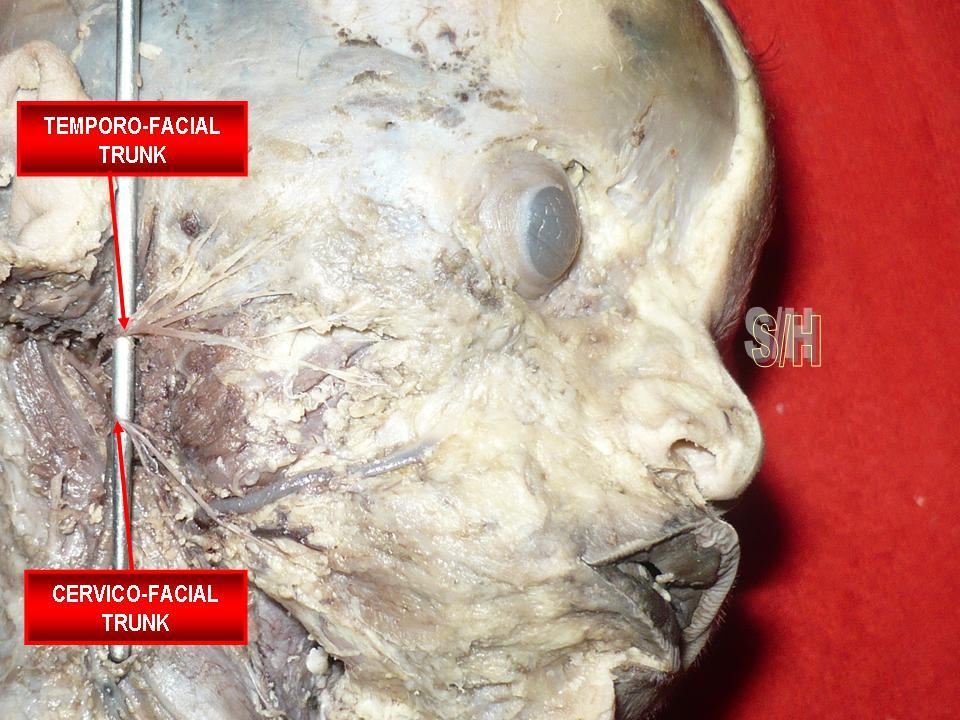
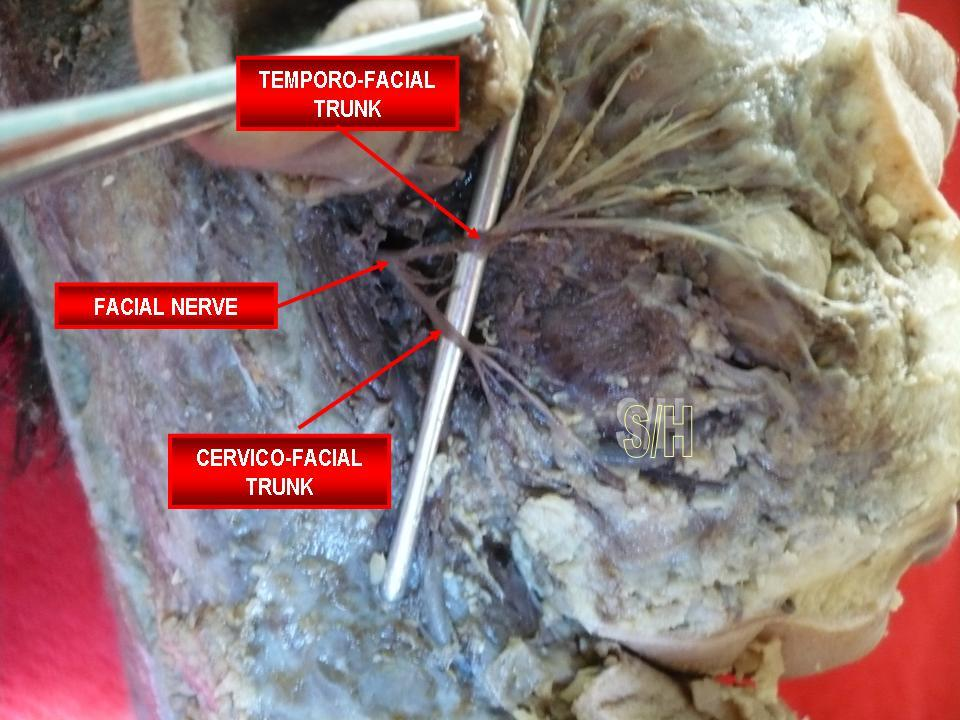
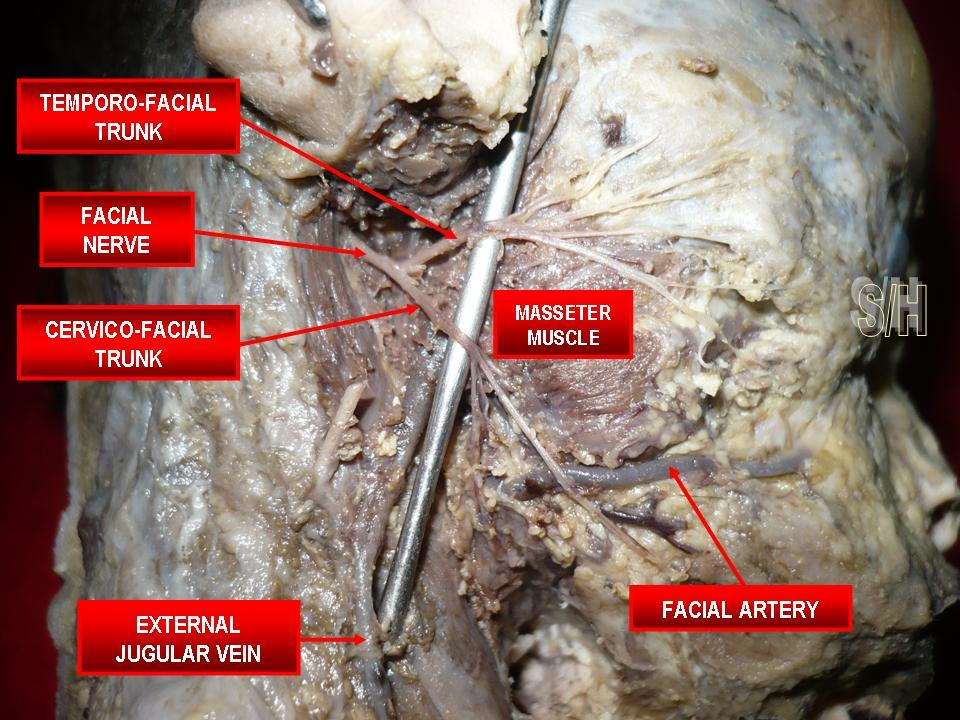
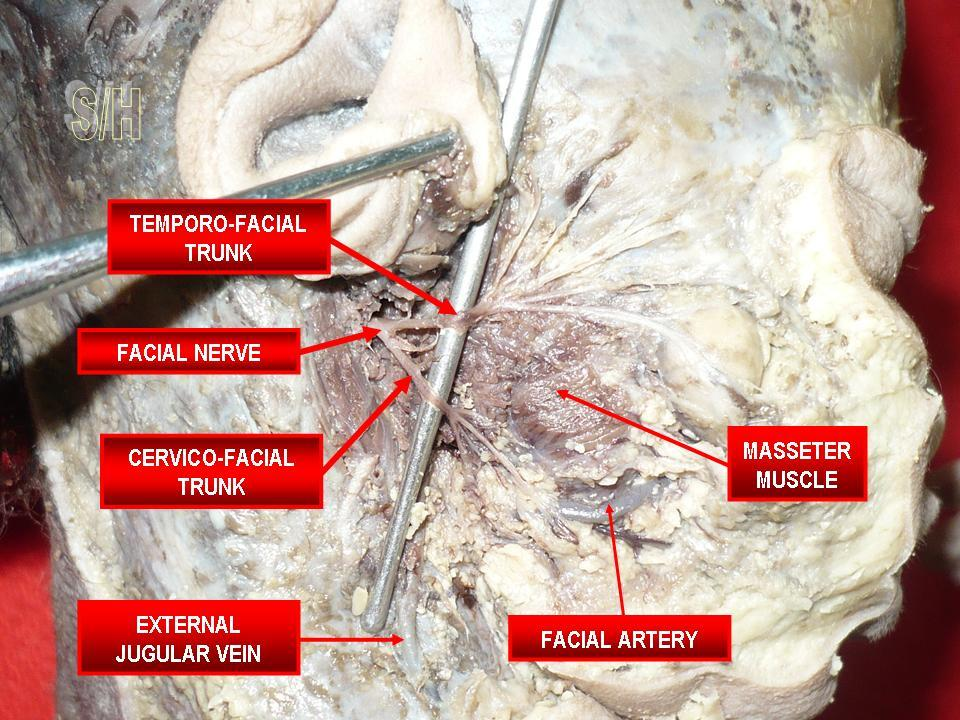
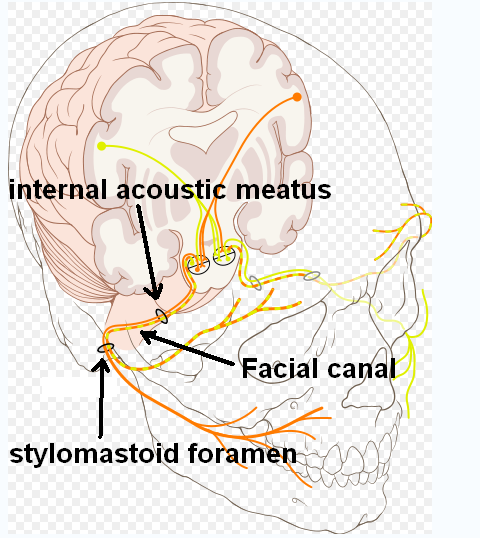